# Katarzyna Kawa
Katarzyna Kawa, née le 17 novembre 1992, est une joueuse de tennis polonaise professionnelle.

## Carrière professionnelle
Elle atteint, en simple, sa première finale sur le circuit WTA le 28 juillet 2019 où elle s'incline à Jurmala face à Anastasija Sevastova. 
En juin 2021, elle gagne son premier titre en double en catégorie WTA 125 lors du tournoi de Bol avec sa partenaire espagnole Aliona Bolsova. Elle remporte un 2e titre WTA 125 en février 2023 associée à sa compatriote Weronika Falkowska lors du tournoi de Cali.
Elle rejoint sa deuxième finale en carrière en avril 2025 à Bogota après être sortie des qualifications et avoir battu l'invitée Colombiane Valentina Mediorreal Arias (6-1, 6-1) facilement et avoir renversé le cours du jeu contre la Brésilienne Laura Pigossi (1-6, 7-6, 6-3), ancienne finaliste et surtout contre la tête de série numéro une Marie Bouzková (5-7, 6-1, 7-5). Elle profite d'une autre surprise en demi-finale, l'Américaine Julieta Pareja, qualifiée elle aussi (7-5, 6-2) pour rejoindre la finale. Contre la locale et tenante du titre Camila Osorio, elle ne fait pas le poids (3-6, 3-6) mais devient la première Polonaise en finale du tournoi colombien.

## Palmarès

### Titre en simple dames
Aucun

### Finales en simple dames
| No | Date       | Nom et lieu du tournoi         | Catégorie | Dotation    | Surface      | Vainqueure           | Score         |          |
| -- | ---------- | ------------------------------ | --------- | ----------- | ------------ | -------------------- | ------------- | -------- |
| 1  | 22-07-2019 | Baltic Open, Jurmala           | Intern'l  | 226 750 € $ | Terre (ext.) | Anastasija Sevastova | 3-6, 7-5, 6-4 | Parcours |
| 2  | 31-03-2025 | Copa Colsanitas Zurich, Bogota | WTA 250   | 275 094 $   | Terre (ext.) | Camila Osorio        | 6-3, 6-3      | Parcours |

### Titre en double dames
Aucun

### Finales en double dames
| No | Date       | Nom et lieu du tournoi           | Catégorie | Dotation  | Surface      | Vainqueures                      | Partenaire      | Score            |          |
| -- | ---------- | -------------------------------- | --------- | --------- | ------------ | -------------------------------- | --------------- | ---------------- | -------- |
| 1  | 25-07-2022 | BNP Paribas Poland Open Varsovie | WTA 250   | 251 750 $ | Terre (ext.) | Anna Danilina Anna-Lena Friedsam | Alicja Rosolska | 6-4, 5-7, [10-5] | Parcours |
| 2  | 26-02-2024 | ATX Open Austin                  | WTA 250   | 267 082 $ | Dur (ext.)   | Olivia Gadecki Olivia Nicholls   | Bibiane Schoofs | 6-2, 6-4         | Parcours |

### Finales en simple en WTA 125
| No | Date       | Nom et lieu du tournoi            | Catégorie | Dotation  | Surface      | Vainqueure             | Score         |          |
| -- | ---------- | --------------------------------- | --------- | --------- | ------------ | ---------------------- | ------------- | -------- |
| 1  | 25-11-2024 | IEB+ Argentina Open, Buenos Aires | WTA 125   | 115 000 $ | Terre (ext.) | Mayar Sherif           | 6-3, 4-6, 6-4 | Parcours |
| 2  | 07-07-2025 | Nordea Open, Båstad               | WTA 125   | 115 000 $ | Terre (ext.) | Elisabetta Cocciaretto | 6-3, 6-4      | Parcours |

### Titres en double en WTA 125
| No | Date       | Nom et lieu du tournoi           | Catégorie | Dotation  | Surface      | Partenaire         | Finalistes                           | Score            |          |
| -- | ---------- | -------------------------------- | --------- | --------- | ------------ | ------------------ | ------------------------------------ | ---------------- | -------- |
| 1  | 07-06-2021 | Croatia Bol Open Bol             | WTA 125   | 115 000 $ | Terre (ext.) | Aliona Bolsova     | Ekaterine Gorgodze Tereza Mihalíková | 6-1, 4-6, [10-6] | Parcours |
| 2  | 30-01-2023 | Copa Oster Cali                  | WTA 125   | 115 000 $ | Terre (ext.) | Weronika Falkowska | Kyōka Okamura You Xiaodi             | 6-1, 5-7, [10-6] | Parcours |
| 3  | 07-08-2023 | Polish Open Kozerki              | WTA 125   | 115 000 $ | Dur (ext.)   | Elixane Lechemia   | Naiktha Bains Maia Lumsden           | 6-3, 6-4         | Parcours |
| 4  | 04-09-2023 | Open delle Puglie Bari           | WTA 125   | 115 000 $ | Terre (ext.) | Anna Sisková       | V. Grammatikopoúlou Elixane Lechemia | 6-1, 6-2         | Parcours |
| 5  | 25-11-2024 | IEB+ Argentina Open Buenos Aires | WTA 125   | 115 000 $ | Terre (ext.) | Maja Chwalińska    | Laura Pigossi Mayar Sherif           | 6-4, 3-6, [10-7] | Parcours |

### Finales en double en WTA 125
| No | Date       | Nom et lieu du tournoi              | Catégorie | Dotation  | Surface      | Vainqueures                     | Partenaire     | Score            |          |
| -- | ---------- | ----------------------------------- | --------- | --------- | ------------ | ------------------------------- | -------------- | ---------------- | -------- |
| 1  | 28-03-2022 | AnyTech 365 Andalucia Open Marbella | WTA 125   | 115 000 $ | Terre (ext.) | Irina Bara Ekaterine Gorgodze   | Vivian Heisen  | 6-4, 3-6, [10-6] | Parcours |
| 2  | 09-09-2024 | Tiriac Foundation Trophy Bucarest   | WTA 125   | 115 000 $ | Terre (ext.) | Carole Monnet Darja Semenistaja | Aliona Bolsova | 1-6, 6-2, [10-7] | Parcours |

## Parcours en Grand Chelem

### En simple dames
| Année | Open d'Australie | Open d'Australie | Internationaux de France | Internationaux de France | Wimbledon      | Wimbledon           | US Open         | US Open               |
| ----- | ---------------- | ---------------- | ------------------------ | ------------------------ | -------------- | ------------------- | --------------- | --------------------- |
| 2019  | —                | —                | Q1                       | Kurumi Nara              | Q3             | Elena-Gabriela Ruse | Q1              | Lizette Cabrera       |
| 2020  | Q1               | Antonia Lottner  | —                        | —                        | Annulé         | Annulé              | 1er tour (1/64) | Ons Jabeur            |
| 2021  | Q1               | Whitney Osuigwe  | Q1                       | Storm Sanders            | Q2             | Vitalia Diatchenko  | Q1              | Mihaela Buzărnescu    |
| 2022  | Q1               | Nao Hibino       | Q1                       | Linda Fruhvirtová        | 2e tour (1/32) | Ons Jabeur          | Q1              | Linda Nosková         |
| 2023  | —                | —                | Q1                       | Carol Zhao               | —              | —                   | —               | —                     |
| 2024  | Q2               | Lesley Kerkhove  | Q2                       | Laura Pigossi            | Q1             | Alycia Parks        | Q1              | Marina Bassols Ribera |
| 2025  | —                | —                | Q2                       | María Carlé              | Q3             | Iva Jovic           | Q1              | Claire Liu            |

N.B. : à droite du résultat se trouve le nom de l'ultime adversaire.

### En double dames
| Année | Open d'Australie                                                                      | Open d'Australie                                                                   | Internationaux de France                                                                 | Internationaux de France                                                           | Wimbledon | Wimbledon | US Open | US Open |
| ----- | ------------------------------------------------------------------------------------- | ---------------------------------------------------------------------------------- | ---------------------------------------------------------------------------------------- | ---------------------------------------------------------------------------------- | --------- | --------- | ------- | ------- |
| 2022  | —                                                                                     | —                                                                                  | 1er tour (1/32) T. Mihalíková \|\| style="text-align:left;" \| M. Zanevska K. Zimmermann | 1er tour (1/32) M. Adamczak \|\| style="text-align:left;" \| A. Guarachi A. Klepač | —         | —         |         |         |
|       |                                                                                       |                                                                                    |                                                                                          |                                                                                    |           |           |         |         |
| 2024  | 2e tour (1/16) M. Kostyuk \|\| Forfait                                                | 2e tour (1/16) N. Hibino \|\| style="text-align:left;" \| M. Andreeva V. Zvonareva | 1er tour (1/32) M. Fręch \|\| style="text-align:left;" \| A. Danilina Xu Y.              | —                                                                                  | —         |           |         |         |
| 2025  | 1er tour (1/32) K. Zimmermann \|\| style="text-align:left;" \| E. Alexandrova Yuan Y. |                                                                                    |                                                                                          |                                                                                    |           |           |         |         |

N.B. : le nom de la partenaire se trouve sous le résultat ; les noms des ultimes adversaires se trouvent à droite.

## Classements WTA en fin de saison
| Année          | 2009 | 2010 | 2011 | 2012 | 2013 | 2014 | 2015 | 2016 | 2017 | 2018 | 2019 | 2020 | 2021 | 2022 | 2023 | 2024 |
| Rang en simple | 772  | 525  | 514  | 398  | 307  | 690  | 267  | 383  | 520  | 290  | 124  | 113  | 154  | 261  | 207  | 258  |
| Rang en double | 635  | 395  | 639  | 1187 | 331  | 799  | 370  | 246  | 446  | 447  | 313  | 174  | 111  | 75   | 118  | 93   |

Source : (en) Classements de Katarzyna Kawa sur le site officiel de la Fédération internationale de tennis